# The Sims 3: Вперёд в будущее
The Sims 3: Вперёд в будущее (англ. The Sims 3: Into the Future) — одиннадцатое и последнее дополнение к игре The Sims 3 от Electronic Arts. Выход дополнения в США состоялся 22 октября 2013 года. В Европе дополнение вышло 24 октября 2013 года и 26 октября 2013 года в Великобритании.
Критики в целом оценили тематику дополнения, назвав её масштабной, изобилующей оригинальным контентом, оригинальной и в целом достойным завершающим штрихом в линейке дополнений The Sims 3. Тем не менее дополнение не стало успешным из-за его довольно нишевой тематики.

## Геймплей
Дополнение добавляет возможность путешествовать в будущее через особый портал, который появляется на участке управляемого сима. Сим попадает в футуристический город под названием «Оазис приземления». Там персонажам доступно множество технологий будущего, например с помощью реактивного ранца симы могут летать, перемещаться с этажа на этаж с помощью труболифта, использовать голографические игрушки и так далее. Помимо этого, город населяют так называемых плюмботы — роботы. Персонаж с необходимым навыком может создать плюмбота, придать ему нужную внешность и с помощью разных чипов настраивать его характер и способности. Дополнение также добавляет карьеры, такие как астрономы и бото-дилеры. 
Попадая в город будущего, управляемый персонаж может находиться в нём безграничное время, со временем он усваивает технологии будущего. Сим может жить на специальном базовом участке, но при достаточном количестве денег может купить себе отдельный участок. Персонаж также может встретится со своими потомками. Совершая определённые действия в «своём времени», то есть в базовом городке, где живёт управляемый сим, он может изменить сценарий развития Оазиса приземления, есть утопический и антиутопический сценарии.

## Разработка
8 января 2013 года в прямом эфире было показано, что Electronic Arts планирует выпустить футуристический тематический пакет расширения, который все еще находится на ранней стадии разработки. «Вперёд в будущее» должен был стать последним дополнением к The Sims 3 перед выпуском симулятора следующего поколения — The Sims 4. Разработка дополнения велась одновременно с первым дополнением к SimCity — «Города Будущего», также затрагивающего тематику футуризма.
Несмотря на кажущуюся простую концепцию, создатели признались, что разработка дополнения сопровождалась значительными трудностями, так как требовалось воплотить совершенно иную игровую концепцию, но с имевшимся и на тот момент устаревшим и нагруженным игровым контентом движком. Для достижения этой цели проходилось идти на компромиссы, например невозможно было создать густонаселённый игровой мир, так как игра не запускала не более восьми-десяти симов в заданном пространстве. В противном случае игра загружалась бы слишком долго. 
При разработке мира будущего, разработчики оставили множество отсылок к поп-культуре, при этом дополнение не должно было излишне углубляться в научную фантастику или постапокалиптический сеттинг. Обсуждались разные варианты изображения будущего, в том числе киберпанк по образу «Бегущего по лезвию» или космическую оперу образца «Пятого элемента», но так как игра предназначалась для разных возрастных категорий, отсылки к старым фильмам вряд ли были бы понятны молодым игрокам. Также рассматривалась идея создания мира по образу «Назад в будущее 2» и «Петля», но и от этой идеи было решено отказаться, так как изображённое там будущее слишком было приближено к настоящему. Антиутопическое будущее исключалось из-за возрастного рейтинга игры. В итоге разработчики приняли решение создать мир с эстетикой атомпанка — «яркую и вдохновляющую утопию» с преобладающими белыми и серебристыми цветами, летающими машинами и роботами, которых можно конструировать разной формы

## Музыка
Продолжая традицию предыдущих дополнений, вместе с дополнением «The Sims 3: Вперёд в будущее» были добавлены ряд известных синглов, переписанных на симлише с участием музыкантов.
| №   | Название               | Автор(ы)         | жанр/звучит в? | Длительность |
| --- | ---------------------- | ---------------- | -------------- | ------------ |
| 1.  | «Brazil»               | Gold Panda       | DigiTunes      | 5:42         |
| 2.  | «Give Me»              | The Child of Lov | DigiTunes      | 3:38         |
| 3.  | «Naive Melody»         | Smiley Aili      | DigiTunes      | 2:45         |
| 4.  | «Obishay»              | AL 9000          | DigiTunes      | 3:31         |
| 5.  | «Second Summer»        | YACHT            | DigiTunes      | 4:53         |
| 6.  | «Slip Time»            | Young Magic      | DigiTunes      | 2:29         |
| 7.  | «The Future Is Now»    | Джеймс Иха       | DigiTunes      | 2:35         |
| 8.  | «Yuba Reprise»         | Date Palm        | DigiTunes      | 3:50         |
| 9.  | «American Gir»         | Бонни Макки      | Поп            | 3:50         |
| 10. | «Take My Hand»         | Charli XCX       | Поп            | 3:40         |
| 11. | «Utopia Oasis Landing» | Electronic Arts  | Экран загрузки | 3:35         |

## Оценки и критика
| Сводный рейтинг    | Сводный рейтинг |
| Агрегатор          | Оценка          |
| ------------------ | --------------- |
| GameRankings       | 83 %            |
| Metacritic         | 80 %            |
| Иноязычные издания |                 |
| Издание            | Оценка          |
| GameRevolution     | [ 11 ]          |
| GameZone           | 7/10            |
| Criticalhit.net    | 7,5/10          |
| Gaming Nexus       | 9/10            |
| WorthPlaying       | 9/10            |

Дополнение получило положительные отзывы. Средняя оценка по версии агрегатора Metacritic составляет 83 балла из 100 возможных.
Восторженный отзыв оставил критик польского сайта gry-online, назвав «Вперёд в будущее» «кульминацией», достойным завершающим штрихом в уже и так длинной и изжившей себя линейке дополнений The Sims 3 и в преддверии выхода The Sims 4. Даже после выхода 10 дополнений, «Вперёд в будущее» по мнению критика сумело поразить своей необычной тематикой и инновационной идеей. Сама идея перемещения в мир будущего выглядит масштабно, а игровой процесс изобилует разнообразием и выполнен качественно. Рецензент сайта Gaming Nexus заметил, что хотя сам игровой процесс не отличается новаторством, тем не менее тематика дополнения получилась отличной, чтобы ещё раз в полной мере насладиться The Sims 3 перед выпуском симулятора следующего поколения. Также данное дополнение несомненно удовлетворит в полной мере ту часть игроков, которая мечтала увидеть в игре больше футуристической тематики. Само же дополнений подойдёт как ветеранам симулятора жизни, так и новичкам. Критик сайта Worth Playing признался, что «Вперёд в будущее» стало его любимым дополнением и вмещающем в себя наибольшее количество оригинального контента. 
Представитель GameRevolution назвал представленный мир будущего невероятным и красочным, но по прежнему отражающим повседневную жизнь виртуальных людей. Критик заметил, что данное дополнение как бы исполнило его старую мечту соединить игру The Sims и известную научно-фантастическую ролевую игру Mass Effect, тем не мене, если вглядеться в сам игровой процесс, то многие игровые механики на деле окажутся видоизменёнными базовыми механиками из The Sims 3, это также придаёт миру будущего естественность и возможность привыкнуть управляемому симу из прошлого к новым обыденным реалиям. Представитель Gamezone назвал идею дополнения и игровую механику новаторской и не ожидал подобного после выпуска 10 дополнений к The Sims 3. Отдельно критик оценил возможность влиять на ход развития будущего, в частности на количество потомков сима, также новый гардероб напомнил критику костюмы из фильма «Голодные игры».
Сдержанный отзыв оставил критик итальянского Multiplayer. С одной стороны он заметил, что дополнение определённо удовлетворит ожидания заядлых игроков The Sims 3, Тем не менее игровой процесс не отличается оригинальностью, в нём по мнению критика отсутствует разнообразие и оригинальность, а утопический и антиутопический сценарии едва ли влияют на игровой процесс, неся скорее декоративный характер.